# Klokkespil
Klokkespil er et metallisk slagtøjsinstrument som spilles med plastickøller. Det er et mindre instrument, og er i familie med vibrafon, xylofon og marimbaen. Det minder mest om vibrafonen i en mindre udgave, da det også betjenes af en sustainpedal. Det bruges mest i symfoniorkestre, og i harmoniorkestre, og bruges også i paradeorkestre, hvor man spiller det gående, i lyreharpe form.
Et klokkespil kan også være et meget stort musikinstrument med mange klokker oftest i en kirke.